# Funny How Time Flies (When You're Having Fun)
Funny How Time Flies (When You're Having Fun) een single van de Amerikaanse R&B zangeres Janet Jackson. Het is de zevende en laatste single afkomstig van haar derde album Control. De single, alleen uitgebracht in het V.K. en Australië, werd in de V.S. als 'airplay-only' uitgebracht. Dit werd gesuggereerd toen "The Pleasure Principle" de top-10 niet behaalde van de Billboard Hot 100. Het lied, geschreven door Jackson en Jimmy Jam & Terry Lewis, bereikte slechts #59 op de UK Singles Chart.
In 2008 kreeg het nummer voor het eerst een live-opvoering. Dit werd tijdens de Rock Witchu Tour gedaan, waarin Jackson nooit eerder opgevoerde nummers ook een kans gaf.